# Katarzyna Olbrycht
Katarzyna Olbrycht (ur. 1949) – polska pedagog, profesor zwyczajny, doktor habilitowany, kierownik Zakładu Edukacji Kulturalnej w Instytucie Nauk o Edukacji na Wydziale Etnologii i Nauk o Edukacji Uniwersytetu Śląskiego.

## Życiorys
Katarzyna Olbrycht jest absolwentką Uniwersytetu Jagiellońskiego. Pracę magisterską obroniła w 1972. Studia doktoranckie odbyła w Uniwersytecie Jagiellońskim w latach 1972–1975. W roku 1975 obroniła pracę doktorską „Integracja oddziaływań wychowawczych w zakresie wychowania estetycznego”. W roku 1988 na podstawie pracy Sztuka a działania pedagogów otrzymała stopień doktora habilitowanego. Tytuł profesora otrzymała w 2001 na podstawie książki Prawda, dobro i piękno w wychowaniu człowieka jako osoby (Wydawnictwo Uniwersytetu Śląskiego, Katowice, 2000).
W latach 1977–1982 Katarzyna Olbrycht była wicedyrektorem Instytutu Pedagogiki Przedszkolnej i Kulturalno-Oświatowej UŚ, w latach 1987–1990 prodziekanem Wydziału Pedagogiczno-Artystycznego ds. naukowo-artystycznych UŚ, w latach 1990–1993 oraz 1993–1996 dziekanem Wydziału Pedagogiczno-Artystycznego UŚ, w latach 1981–1998 kierownikiem Zakładu Wychowania Estetycznego UŚ, od 1998 kierownikiem Katedry Edukacji Kulturalnej UŚ (do 2003 Zakładu Wychowania Estetycznego i Animacji Społeczno-Kulturalnej UŚ).
Katarzyna Olbrycht była konsultantką Komisji Wychowania Katolickiego Konferencji Episkopatu Polski.
Prof. Olbrycht została uhonorowana Złotym Krzyżem Zasługi, Medalem Komisji Edukacji Narodowej, Złotą Odznaką „Za zasługi dla Uniwersytetu Śląskiego” oraz uniwersytecką Nagrodą „Pro Scientia et Arte”. W 2013 roku Śląską Nagrodą im. Juliusza Ligonia.